# Jan Hordijk
Jan Hordijk (Rotterdam, 5 febbraio 1950) è un ex tennista olandese.

## Carriera
Nel 1973 prese parte al torneo di Wimbledon. In singolare fu eliminato al primo turno dallo statunitense Zan Guerry, mentre in doppio, insieme al connazionale Fred Hemmes, fu sconfitto dagli australiani Keith Hancock e Cedric Mason. Il 1973 fu anche l'anno del suo best ranking mondiale, al nº 152. Alla fine di dicembre del 1973 prese parte all'edizione 1974 degli Australian Open dove fu sconfitto al primo turno in due set dal britannico John Lloyd.
Dal 1969 al 1974 fu componente della squadra olandese di Coppa Davis, con la quale ha un bilancio di 12 vittorie, di cui 9 in singolare e 11 sconfitte (7 in singolare).